# Ennis Esmer
Ennis Esmer (turc : Enis Esmer, né le 29 décembre 1978) est un acteur canadien.

## Biographie
Esmer naît à Ankara, en Turquie. Sa famille déménage à Toronto, au Canada, alors qu'il est âgé de trois ans.
En 2003, il se fait connaître comme animateur du The Toronto Show (en), une émission diffusée sur CKXT-DT. Plus tard, il joue dans des séries télévisées telles The Listener, Wipeout Canada (en), Covert Affairs, Billable Hours (en) et The L.A. Complex, ainsi que dans des films tels Jeunes adultes qui baisent.

## Filmographie
| Cinéma | Cinéma                         | Cinéma                 | Cinéma   |
| Année  | Film                           | Rôle                   | Notes    |
| ------ | ------------------------------ | ---------------------- | -------- |
| 2003   | How to Deal                    | Ronnie                 |          |
| 2003   | Les Cheetah Girls              | Comedian               | téléfilm |
| 2004   | Bienvenue à Mooseport          | passager de l'aéroport |          |
| 2004   | Decoys                         | Gibby                  |          |
| 2004   | All You Got                    | Paul                   |          |
| 2006   | Destination 11 septembre       | Mohammed Salameh       |          |
| 2007   | Jeunes adultes qui baisent     | Gord                   |          |
| 2007   | Your Beautiful Cul de Sac Home | Phil Goodfellow        |          |
| 2007   | Boule de neige                 | Jamie DiBiasi          | téléfilm |
| 2008   | The Rocker                     | Barney                 |          |
| 2008   | For the Love of Grace          | Frank Lockwood         | téléfilm |
| 2009   | Unstable                       | Eric                   | téléfilm |
| 2013   | Sex After Kids (en)            | Ben                    |          |
| 2023   | Sam fait plus rire             | Noah                   |          |

### Télévision
| Année       | Film                          | Rôle                     | Notes                                               |
| ----------- | ----------------------------- | ------------------------ | --------------------------------------------------- |
| 2003        | Veritas: The Quest            | garde égyptien           | 1 épisode                                           |
| 2003        | Queer as Folk                 | Henry                    | 1 épisode                                           |
| 2005        | Tilt                          | College Kid              | 1 épisode                                           |
| 2005        | Kojak (série télévisée, 1973) | Stewart                  | 1 épisode                                           |
| 2008        | ReGenesis                     | Dr. Daniel Peters        | 1 épisode                                           |
| 2008        | Flashpoint                    | Frank                    | 1 épisode                                           |
| 2006–2008   | Billable Hours (en)           | Zoltan                   |                                                     |
| 2009–2014   | The Listener                  | Osman 'Oz' Bey           | 62 épisodes                                         |
| 2010        | Les Enquêtes de Murdoch       | Marcus Evans             | 1 épisode                                           |
| 2010        | Covert Affairs                |                          |                                                     |
| 2011        | Wipeout Canada (en)           | lui-même                 | co-animateur                                        |
| 2012        | The L.A. Complex              | Eddie Demir              |                                                     |
| 2013        | Le Transporteur               | André                    | 1 épisode                                           |
| 2013        | Nikita                        | Guler                    | 1 épisode (High-Value Target)                       |
| 2014        | Republic of Doyle             | Peete                    | épisode 5X7                                         |
| 2015        | Red Oaks                      | Nash                     |                                                     |
| 2015        | Dark Matter                   | Wexler                   | épisode 1X10                                        |
| 2015 - 2020 | Blindspot                     | Gord Enver / Rich Dotcom | invité saisons 1 et 2, récurrent saisons 3, 4, et 5 |
| 2016 - 2020 | Toi, moi et elle              | Dave Amari               |                                                     |
| 2016-2019   | Private Eyes                  | Kurtis Mazhari           |                                                     |